# Луным (река)
Луным (Лунымка) — река в России, протекает по Гайнскому району Пермского края. Устье реки находится в 3,5 км по правому берегу реки Мый. Длина реки составляет 20 км.
Исток реки в заболоченном лесном массиве в 5,5 км к юго-западу от посёлка Луным и в 17 км к северо-востоку от села Гайны. Река течёт на северо-восток, всё течение проходит по заболоченному лесу. В среднем течении на левом берегу расположен посёлок Луным (имеется мост через реку у посёлка).
Основной приток (левый) — Петуховка (Чёрная).

## Данные водного реестра
По данным государственного водного реестра России относится к Камскому бассейновому округу, водохозяйственный участок реки — Кама от истока до водомерного поста у села Бондюг, речной подбассейн реки — бассейны притоков Камы до впадения Белой. Речной бассейн реки — Кама.
Код объекта в государственном водном реестре — 10010100112111100003499.